# Лаговари, Александр
Алекса́ндр Лагова́ри (Lahovari; 16 августа 1841, Бухарест — 4 марта 1897, Париж) — румынский государственный деятель.
Брат государственных деятелей Якоба и Иоана Лаговари.
Участвовал в свержении князя Кузы и избрании князя Карла; выбранный в депутаты, основал совместно с Карлом и партию «молодой правой». Несколько раз занимал министерские посты; был одним из руководителей оппозиции, выступавшей против министерства Братиано. С 1891 по 1895 был министром иностранных дел в кабинете Катарджи.